# Alice Cary

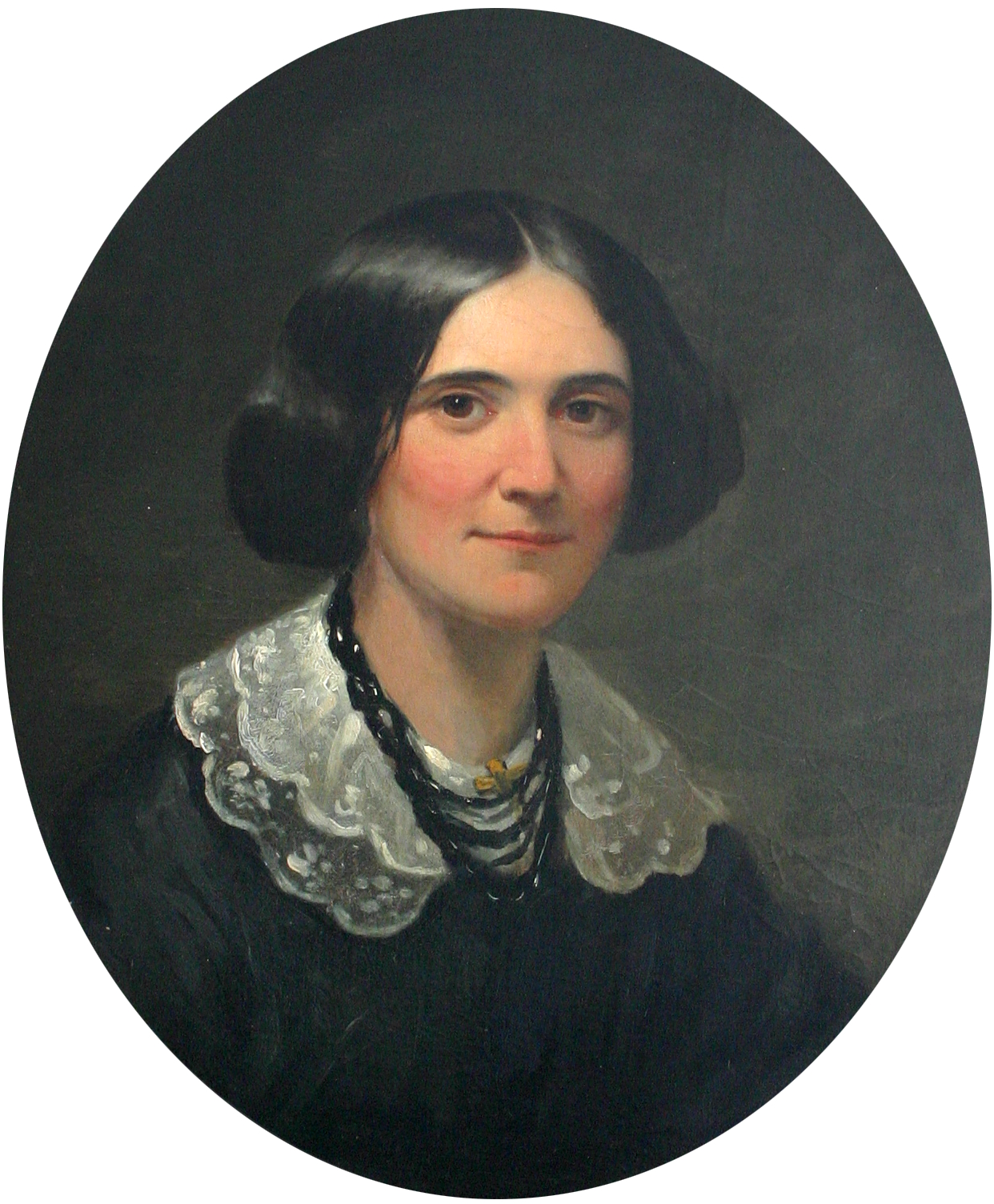
Alice Cary

Alice Cary, född 26 april 1820 i Mount Healthy, Ohio, död 12 februari 1871 i New York, var en amerikansk författare, syster till Phoebe Cary.
Tillsammans med systern spelade hon under 1850- och 1860-talet en framträdande roll i de litterära kretsarna i USA. Alice Cary skrev ett flertal romaner, däribland Clovernook Papers (1850-53) och ett flertal diktsamlingar (däribland The Lover's Diary 1867).